# Сильвер, Спенсер
Спенсер Фергюсон Сильвер III (англ. Spencer Ferguson Silver III; 6 февраля 1941, Сан-Антонио — 8 мая 2021, Сент-Пол (Миннесота)) — американский химик и изобретатель, специализировавшийся на клеях. Изобрёл клей, который Арт Фрай использовал для создания стикеров Post-it Компании 3M.

## Биография
Спенсер Фергюсон Сильвер III родился в Сан-Антонио, штат Техас, 6 февраля 1941 года. Его отец Спенсер Сильвер-младший был бухгалтером, а мать — секретарем.
Сильвер специализировался в области химии в Университете штата Аризона, получив степень бакалавра в 1962 году, затем получил докторскую степень по органической химии в Колорадском университете в Боулдере в 1966 году, после чего занял должность старшего химика в Центральной исследовательской лаборатории 3M.

## Карьера
Спенсер специализировался на разработке клеев, чувствительных к давлению. В 1968 году он начал работать над созданием прочного клея, который можно было бы использовать в авиастроении. Однако ему не удалось достичь этой цели, и в итоге он разработал клей с низкой липкостью, состоящий из крошечных акриловых сфер, которые приклеивались только там, где они касались заданной поверхности, а не прилегали к ней. Сцепление клея было достаточно прочным, чтобы скреплять бумаги, но достаточно слабым, чтобы их можно было снова разделить, не разорвав. Его также можно использовать снова и снова. Клей, микросферы акрилатного сополимера, был запатентован в 1972 году и описан как пригодный для использования в качестве спрея.
В 1974 году Арт Фрай, инженер-химик компании 3M, посетил внутренний семинар, на котором Сильвер рекламировал свойства своего клея. Фрай увидел в этом потенциальное решение практической проблемы, связанной с предотвращением выпадения бумажных закладок из его сборника гимнов, когда он пел в церкви. Фрай разработал закладки с использованием клея Сильвера, чтобы они не оставляли следов, и стремился заинтересовать ими других сотрудников компании 3M. Клейкие листочки для заметок первоначально продавались под названием англ. Post 'n Peel в четырёх городах с 1977 года и под названием англ. Post-it Notes с 1980 года по всей территории Соединённых Штатов. Бумага для заметок была запатентована Фраем в 1993 году как «перемещаемый, чувствительный к давлению клейкий листовой материал».
Сильвер проработал более 30 лет в 3M, дослужившись до должности ведущего учёного корпорации, прежде чем уйти на пенсию в 1996 году. Он упоминается в более чем 20 патентах США.
Сильвер получил несколько наград за свою работу, в том числе премию Американского химического общества 1998 года за творческие изобретения. Он был включён в Национальный зал славы изобретателей (США) в 2011 году. Пачка стикеров хранится в постоянной коллекции Музея современного искусства в Нью-Йорке, так что Спенсер Сильвер и Арт Фрай получили признание как художники.

## Личная жизнь
Сильвер был художником-любителем, который серьёзно занялся искусством после выхода на пенсию, работая маслом и пастелью на холсте и акриловыми красками для создания абстрактных картин.
Сильверу сделали пересадку сердца в 1994 году. Он умер в своём доме в Сент-Поле, штат Миннесота, 8 мая 2021 года от болезни сердца. Ему было 80 лет.